# August Miehe
August Henrik Christian Miehe, född 13 maj 1889 i Hørsholm, död 4 oktober 1936, var en dansk cirkusclown och skådespelare. Han var son till cirkusdirektören Heinrich Miehe och dennes fru, akrobaten Louise Schultz, och föddes således in i cirkussällskapet Cirkus Miehe. Hans son Armand Miehe blev också en berömd clown.

## Filmografi
- 1917 – Alexander den Store
- 1936 – Cirkusrevyen 1936
- 1943 – Op med humøret (arkivklipp)